# Dobbeltdækkerbus
En dobbeltdækkerbus er en bus, som er udstyret med to etager til befordring af passagerer. Busser, som ikke er dobbeltdækkere, kaldes for at adskille dem enkeltdækkere eller lavdækkere.

## Historie
Disse dobbeltdækkerbusser opstod oprindeligt som en nødvendighed for at kunne skaffe mere passagerkapacitet i storbyer, hvor trafikpladsen var begrænset. I flere årtier blev de derfor indsat i den kollektive trafik i metropoler som London, Berlin, Hamburg eller Wien. Forbilledet for de første dobbeltdækkermotorbusser, som kom på markedet i starten af det 20. århundrede, var hesteomnibusserne, som i storbyerne havde haft to etager i lang tid forinden. Den øverste etage på disse busser havde åbent tag, og kunne nås fra en trappe bagest i bussen. Der skelnes mellem byggeformer med langsgående sæder på den øverste etage, hvor der er større ståhøjde på den nederste etage, og typer med tværgående sæder, som er monteret på taget af den nederste etage. Den øverste etage havde i den første tid intet tag, og var dermed ikke vejrbeskyttet. Først efter introduktionen af modeller med lav chassisramme i 1920'erne og den dermed forbundne reduktion af gulvhøjden på begge etager, blev komplet lukkede og glaserede karrosserier standard på de fleste dobbeltdækkerbusser. Siden 1960'erne er der blevet benyttet dobbeltdækkerbusser til sightseeing, og i stigende grad også til turistkørsel.

## Opbygning
Nogle bybusdobbeltdækkere er baseret på samme platform som deres enetagespendanter, som dog for at øge højden (den tilladte totalvægt forbliver ved samme akselantal uændret) bliver udstyret med forstærkede støddæmpere og tværstabilisatorer mod sidelæns krængning. For at øge passagerkapaciteten og gøre plads til moderne tekniske udfordringer som klimaanlæg og udstødningsgasefterbehandlingssystemer, laves der i dag, også af modeller med en længde på 12 meter, udførsler med tre aksler.
Modeller fra lande som Storbritannien, Spanien, Portugal eller Polen er som oftest baseret på et lavgulvschassis fra en større fabrikant (f.eks. EvoBus, MAN, Volvo eller Scania), hvorpå dobbeltdækkeropbygningen monteres.
Dobbeltdækkerbusser med selvbærende karrosseri kan på grund af den lave indstigning og den vidtgående plane, trinløse overgang på nederste etage tilbyde en øget tilgængelighed for handicappede. Med introduktionen af lavgulvsbybusser har også dobbeltdækkerbybusser fået trinløse eller podiefri pladser til kørestole og barnevogne. Derudover er busserne udstyret med indstigningshjælpe såsom lifte eller ramper. På turistbusser er passagerpladserne på nederste etage trods trinløs indstigning derimod placeret på et podie, og som oftest er køretøjerne fuldt bestolede så de ikke kan transportere kørestolsbrugere. I mange til fjernlinjebusser ombyggede turistdobbeltdækkerbusser, som f.eks. ÖBB's intercitybusser, er der dog en farbar niche ved bagdøren til en kørestol, hvilket gør busserne anvendelige for handicappede.
På grund af brugen af letbygningsmaterialer og en kortere længde (ca. 10,6 m) er dobbeltdækkerbusserne i London ligesom tidligere toakslede, hvor landevejsbusser og busser i andre britiske byer som oftest også er treakslede.
Ifølge færdselsloven må en dansk bus maksimalt være 2,55 m bred, 4,0 m høj og 13,5 m (toakslet), 15,0 m (treakslet) hhv. 18,75 m (ledbus) lang. Dobbeltdækkerbybusser kan dog efter dispensation overskride højden delvist; de dobbeltdækkerbusser som kørte i København i årene 2001 til 2012 måtte derfor være op til 4,1 m høje, og kunne kun indsættes på strækninger, som havde den nødvendige frihøjde.
Dobbeltdækkerturistbusser er konstruktivt fuldstændig enestående. Hos de store fabrikanter Neoman og EvoBus bygges de med komplet selvbærende karrosseri, eller ved mindre fabrikanter delvist selvbærende på en chassisramme, som er fremstillet af en større fabrikant (f.eks. EvoBus, MAN, Volvo og Scania) og forsynet med en dobbeltdækkeropbygning. Tre aksler har i mange år været standardudstyr på grund af den høje egenvægt. Dobbeltdækkerturist- og landevejsbusser med en længde på 15 meter bygget af firmaet Auwärter-Neoplan har allerede siden starten af 1990'erne været udstyret med to for- og to bagaksler, som alle var styrende. Tekniske problemer har dog ført til, at der kun blev bygget et meget lille antal af disse køretøjer.
Siden 1. januar 2005 skal alle nyindregistrerede dobbeltdækkerbusser være udstyret med to trapper mellem nederste og øverste etage, hvoraf den ene skal være placeret til venstre eller højre over forakslen, og den anden i midten af bussen eller bagtil (kun bybusser), hvis der er mere end 50 siddepladser på øverste etage.

## Brug i kollektiv trafik
I Berlin eller London er de for disse byer typiske dobbeltdækkerbusser næppe at forestille sig gaderne uden. I England kører dobbeltdækkerne ikke kun i rigtig mange byer, men også som linjebusser i regionaltrafik, f.eks. på sydkysten. Den berømte dobbeltdækkerbus Routemaster fra London var den sidste fortsat indsatte bybus i den klassiske form med frontmotor og åben bagperron med tilhørende trappe. Den nødvendige indsats af billetkontrollører og den ikke opfyldte handicapvenlighed førte i 2005 til, at disse busser blev erstattet af moderne lavgulvsdobbeltdækkere og ledbusser. Også i tidligere britiske kolonier i Asien kører der mange dobbeltdækkere, f.eks. Hongkong (op til 90 procent), Bombay og Singapore (ca. 50 procent).
Efter det i 1960 ikrafttrådte forbud mod busanhængere i Vesttyskland begyndte nogle busselskaber at indsætte såkaldte "halvandendækkere", hvor kun den bageste del var udført i to etager. Denne type mistede dog udbredelse på grund af ledbusserne, og forsvandt til sidst i 1970'erne fra markedet.
I Lübeck sluttede æraen med dobbeltdækkerbusser den 30. december 2007 efter godt 62 år. Dobbeltdækkerlinjen hos Lübeck-Travemünder Verkehrsgesellschaft mellem Lübeck og Travemünde blev den 1. juni 1945 søsat med tre dobbeltdækkerbusser fra Berlin. To af disse udbrændte. Til sidst blev der indsat ombyggede Setra-turistbusser, som var ni år gamle og allerede havde kørt en million kilometer. Det var for dyrt at købe reservedele til disse busser, og derudover blev gennemkørselshøjden på Burgtor indskrænket til 3,8 m. Derfor er strækningen fra Lübeck til Travemünde siden 31. december 2007 blevet betjent af ledbusser.
I Waiblingen har der frem til år 2000 kørt dobbeltdækkerbusser.
Siden 2004 har der også kørt dobbeltdækkere i Münsterland, hvor RVM har indsat busser af typen Setra S 431 DT på hurtigbuslinjerne Münster - Senden - Lüdinghausen og Münster - Horstmar - Vreden.
Mellem 1993 og 2004 benyttede Chemnitzer Verkehrs-Aktiengesellschaft 12 fireakslede dobbeltdækkerbusser af den specielt udviklede type Neoplan Megashuttle (15 m lange). Busserne blev i perioder også benyttet i Lübeck.
Hamburg, Frankfurt am Main, Mönchengladbach, Aachen og Wien har tidligere også haft dobbeltdækkerbusser i deres kollektive trafik.
RATP's brug af dobbeltdækkere fra Saviem i Paris begrænsede sig til tidsrummet fra slutningen af 1960'erne til midten af 1970'erne.
I Schweiz kan dobbeltdækkerbusser hovedsageligt træffes på postbuslinjerne i Sankt Gallen og Toggenburg, over Grimselpasset og på Vierwaldstättersøen. Også i Lausanne, Chur og Valle Maggia kan sådanne busser mødes i regionaltrafikken.
Fra 29. juni 2012 til 2. august 2012 var dobbeltdækkerbus nr. 3543 fra Berlin indsat på linje 30/30E mellem Nürnberg-Thon og Erlangen, Hugenottenplatz. På grund af det høje antal siddepladser, som bussen i modsætning til en ledbus kan tilbyde, testede VAG Verkehrs-Aktiengesellschaft Nürnberg denne bustype.

### København
Den 3. april 2001 blev der indsat 19 dobbeltdækkerbusser på linje 250S fra Buddinge Station over Rådhuspladsen til Københavns Lufthavn. Beslutningen var begrundet i, at busserne havde plads til halvanden gang så mange passagerer som en ledbus og derfor kunne være velegnede til de passagertunge ruter i hovedstadsområdet. Forinden havde en tysk dobbeltdækkerbus været testet i foråret 1998, og tilkendegivelserne fra både chauffører og passagerer var så gode, at det daværende HT planlagde at indsætte 200 dobbeltdækkerbusser de næste ti år. I første omgang havde man kig på linje 350S, der blev udbudt i 1998 på den måde, at entreprenørerne skulle byde ind med både almindelige busser og dobbeltdækkere. På længere sigt var linje 1 og 16 også i tankerne. Efterfølgende viste det sig dog, at man ikke kunne få dobbeltdækkere, der både havde tilstrækkelig ståhøjde og kunne komme under diverse broer undervejs på linjen. HT havde dog ikke tabt modet og satsede i stedet på linje 250S og 300S, hvor der ved et udbud i 1999 skulle bydes med dobbeltdækkere og ledbusser. I praksis blev dobbeltdækkerne dog kun indsat på linje 250S og i de efterfølgende år desuden på linje 10 (2001-2003), 72E (2002-2003), 15 (2003-2007), 650S (2003-2004), 65E (2004-2012), 16E (2010-2011) og 66 (2011-2012). Det var desuden planen at dobbeltdækkerne fra linje 250S også skulle bruges på natbuslinje 97N til Køge, men det blev ikke til noget. Planerne om yderligere 200 dobbeltdækkerbusser blev heller ikke realiseret.
I oktober 2011 offentliggjorde Movia, at dobbeltdækkerbusserne stoppede med at køre i København, da kontrakten med entreprenøren udløb den 21. oktober 2012. Ifølge Movia var dobbeltdækkerbusserne for høje for mange broer, hvilket begrænsede deres mulighed for at komme rundt i byen. Desuden havde passagererne svært ved at vænne sig til at gå op ad trappen for at få en siddeplads, hvorfor de mange siddepladser ovenpå blev udnyttet dårligt. Dobbeltdækkerbusserne på linje 250S blev efterfølgende afløst af 13,7 m-busser.

### Fjernbustrafik
I den tyske fjernbustrafik indsætter nogle entreprenører dobbeltdækkerturistbusser på udvalgte linjer. Tidligere blev der også benyttet sådanne busser i Berlins kollektive trafik.
I Østrig benyttes der hovedsageligt dobbeltdækkere på firmaet Dr. Richard's linjer mellem Wien og Burgenland, på linjen mellem Litschau og Wien fra firmaet Frank Reisen samt på nogle linjer på Wieselbus-linjenettet i Niederösterreich. ÖBB benytter dobbeltdækkerturistbusser af typen Setra S 431 DT på nogle meget benyttede regionallinjer i Steiermark samt som Intercitybusser til togtakst.
Siden juni 2011 har busselskabet Nobina på den i samarbejde med Storstockholms Lokaltrafik betjente linje 676 fra Stockholm til Norrtälje skiftet fra ledbusser til dobbeltdækkerbusser. Dermed er dobbeltdækkerbusserne efter en pause på ca. 35 år kommet tilbage til Stockholm. Busserne er fremstillet af den hollandske fabrikant VDL Berkhof.

### Sightseeing- og reklamebusser
I rigtig mange storbyer indsættes der dobbeltdækkerbusser, i nogle tilfælde med åben øverste etage, som sightseeingbusser. I Tyskland benyttes dertil ofte fra linjedrift udrangerede (som oftest Berlin) dobbeltdækkere. Såfremt der ikke er nogen særlige regler, skal busserne i mange storbyer på grund af miljøzonerne opfylde de gældende miljøkrav, hvilket som regel ikke er muligt med den oprindelige motor. Sightseeingbusser, som ikke kan eftermonteres med et partikelfilter, eftermonteres ofte i stedet med nyere motorer − nogle gange fra andre fabrikanter som f.eks. Mercedes-Benz eller DAF, for at kunne opfylde de gældende miljøkrav.
Nogle busfabrikanter tilbyder også sådanne sightseeingbusser fra fabrikken. Dermed lavede Auwärter-Neoplan allerede i 1960'erne under navnet "Do-Lux Hamburg" en dobbeltdækkerbus med panoramaruder og såkaldt "fiskegratbestoling" med to i bussens midte på langs af kørselsretningen placerede, gennemgående sæderækker. Senere blev der benyttet turistbusser fra Skyliner-serien, nogle gange med ruderne på øverste etage ført helt ned til gulvet, og derfor uden komfortindretninger som toilet eller køkken; også bestolingen var i forhold til en fjernrejsebus forenklet og beregnet på en højere befordringskapacitet.
Efter udrangering fra deres oprindelige tjeneste benyttes mange dobbeltdækkerbybusser på grund af deres særprægede udformning ofte som "reklamebusser", som partybusser til udlejning eller som skolebusser, ofte også andre steder. Blandt andet er brugte eksemplarer af Routemaster-busserne fra London blevet solgt til Sverige, men er dog ikke egnet til at benyttes i trafik på grund af den svenske højrekørsel. Der er dog intet forbud mod at gøre det.

## Turistbusser
Dobbeltdækkerbusser, som er beregnet til turistkørsel, er normalt udstyret med komfortudstyr som garderobe, toilet eller minikøkken. Busserne har plads til omkring 70 passagerer. Passagererne på den øverste etage har et bedre overblik over vejens forløb; der stilles dog større sikkerhedskrav end for normale enetagesbusser.
I dag har dobbeltdækkerturistbusser som regel en længde på 13-14 meter, mens de for nogle år siden som oftest opfyldte højestemålene på 12 meters længde, 4 meters højde og 2,5 meters bredde. I Tyskland fremstiller Setra med deres model S 431 DT og Neoplan med deres Skyliner-serie dobbeltdækkerturistbusser i lave styktal. I en periode producerede Neoplan under betegnelsen "N128/4 Megaliner" en fireakslet dobbeltdækkerbus med en længde på 15 meter, som med stor bestolingstæthed havde 107 siddepladser. Dog er disse køretøjer − ligesom dobbeltdækkerledbussen "N138/4 Jumbocruiser" fra samme firma − sjældenheder.
I dobbeltdækkerturistbusser er der ikke noget bagagerum under gulvet, men det er i stedet placeret i bageste ende af den nederste etage.

## Ledbusser
Der findes også dobbeltdækkerledbusser, som for eksempel den tidligere nævnte Neoplan Jumbocruiser. Der findes i alt 11 eksemplarer af Neoplan N138/4 Jumbocruiser og to konkurrenter som prototyper fra firmaet Berkhof (Berkhof 2000HDA excellence). Disse i alt 13 køretøjer var de eneste dobbeltdækkerledbusser i verden. Bemærkelsesværdig i disse busser er overgangen fra forvognen til overdækket i anhængeren. Konstruktivt er det ikke muligt at forbinde to etager og opnå en tilstrækkelig, horisontal knækvinkel.
Neoplan Jumbocruiser er ligeledes den største vejgodkendte bus i verden, da den uden dispensationer opfylder færdselslovens maksimalt tilladte dimensioner.
Succesen forblev dog begrænset, hovedsageligt på grund af den høje anskaffelsespris. En Jumbocruiser kostede cirka to en halv gang så meget som den mindre Skyliner, hvilket gør den til modelprogrammets absolutte flagskib. Derudover begrænsede Frankrig i 1980'erne gennemkørslen for turistbusser. Disse busser kørte på daværende tidspunkt med to eller tre chauffører uden stop fra Tyskland til Spanien eller Grækenland.
I mange dele af verden findes der dog dobbeltdækkerrejsetog i form af højdækkere og superhøjdækkere.

## Sættevognsbusser
I Østberlin kørte der i 1950'erne og 1960'erne otte sættevognsbusser med toetages anhængere. Disse blev betegnet som type DoSa for "Doppeldecker-Sattelauflieger".

## Tredækkerbusser
For flere år siden blev der i Storbritannien ved ombygning af gamle Leyland PD2/12-dobbeltdækkere fremstillet mindst to tredækkere. De lillafarvede køretøjer er ens udvendigt og blev bl.a. benyttet som kørende ridder i filmen Harry Potter og Fangen fra Azkaban. De blev dog ikke godkendt til brug i offentlig trafik. Allerede i 1926 kunne man i tidsskriftet Echo Continental fra Continental Gummiwerke Hannover AG se en tredækkerbus, dog som aprilsnar.

## Batteribusser
I efteråret 2015 blev der for første gang præsenteret en eldrevet batteridobbeltdækkerbus. Det 10,2 meter lange køretøj fra den kinesiske fabrikant BYD på basis af BYD ebus har en kapacitet på 54 sidde- og 27 ståpladser. De første busser har siden den 16. marts 2016 kørt i linjetrafik hos det britiske Transport for London.